# Ebro (comarca)
Ebro è una comarca della Spagna della provincia di Burgos nella comunità autonoma di Castiglia e León.
Si trova nel nord-est della provincia ed è attraversata da nord-ovest a sud-est dal fiume Ebro. I Monti Obarenes separano la valle dalla regione di La Bureba a ovest e la sua capitale è Miranda de Ebro. Questa regione ha circa 40.000 abitanti.  La Sierra de Cantabria, le montagne di Vitoria e le montagne di Obarenes sono i suoi confini naturali. Si tratta di una regione ricca di aree forestali con un'economia eminentemente industriale. Si trova anche all'incrocio tra l'altopiano, la valle dell'Ebro e i Paesi Baschi verso la Francia, il che lo rende uno snodo per le comunicazioni stradali e ferroviarie.

## Geografia

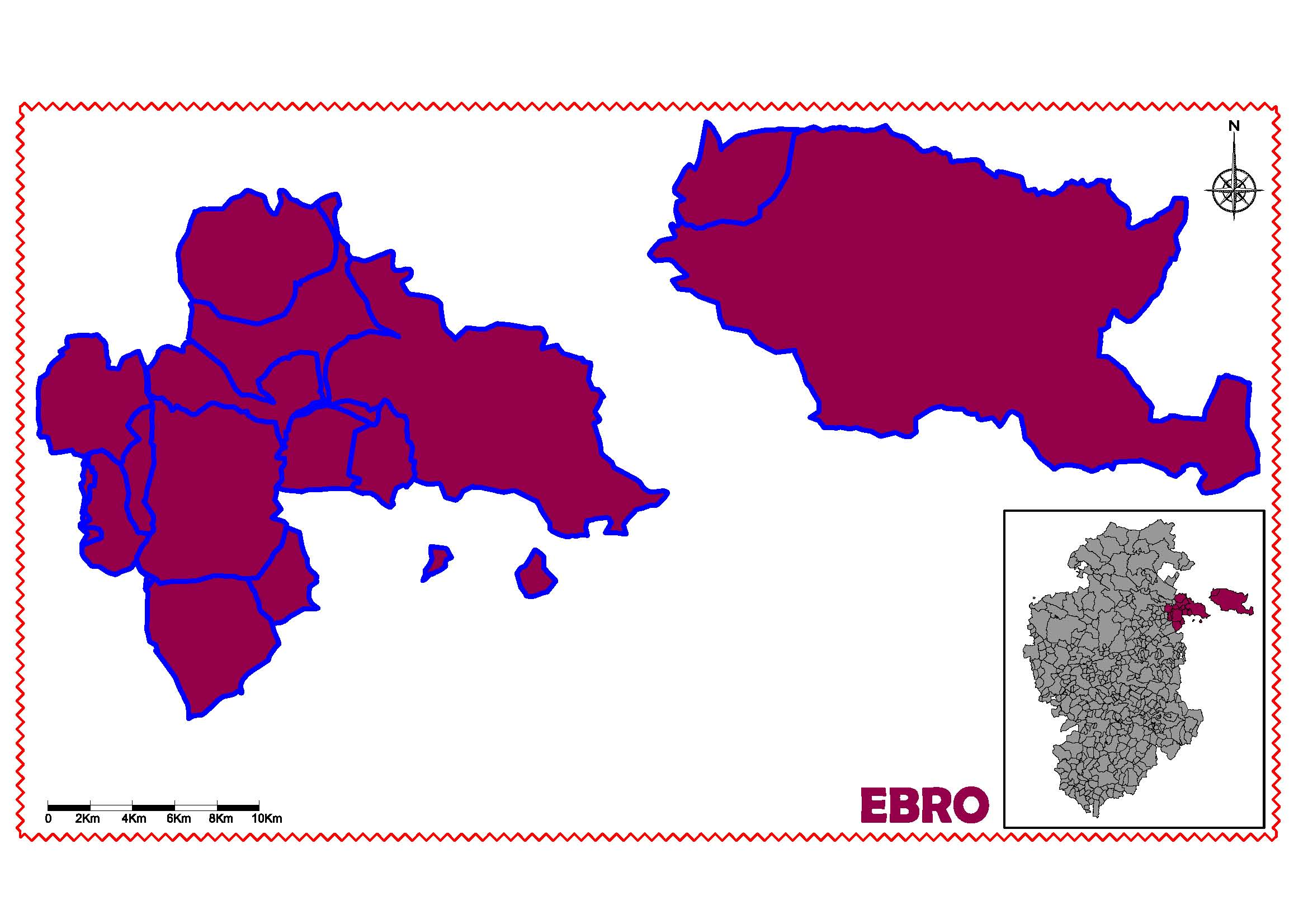
Comarca dell’Ebro

Nella comarca di Ebro sono presenti 11 comuni.
Comuni
i numeri tra parentesi indicano gli abitanti e la superficie in Km2 del singolo comune:
- Altable (47) (8,22)
- Ameyugo (116) (12,51)
- Bozoó (100) (33,16)
- Bugedo (196) (17,42)
- Condado de Treviño (1416) (260,71)
- Encío (43) (18,76)
- La Puebla de Arganzón (513) (18,87)
- Miranda de Ebro (35528) (101,33)
- Pancorbo (423) (58,45)
- Santa Gadea del Cid (152) (28,98)
- Valluércanes (67) (27,95)

Località minori
- Ajarte
- Añastro
- Araico
- Arana
- Armentia
- Arrieta
- Ayuelas
- Ascarza
- Bardauri
- Bayas
- Burgueta
- Dordóniz
- Grandival
- Guinicio
- Herrera
- Ircio
- Marauri
- Meana
- Mesanza
- Montañana
- Moraza
- Moriana
- Moscardor de Treviño
- Muergas
- Obarenes
- Obécuri
- Ochate
- Ocilla y Ladrera
- Ogueta
- Orón
- Ozana
- Pangua
- Páriza
- Pedruzo
- Portilla
- Sajuela
- Samiano
- San Martín de Galvarín
- San Martín de Zar
- San Miguel del Monte
- Saraso
- Sáseta
- Suzana
- El Ternero
- Torre
- Uzquiano
- Valverde de Miranda
- Villanueva Soportilla

## Storia
Nella regione sono stati rinvenuti numerosi resti preistorici che indicano la presenza di insediamenti fin dal Neolitico. Nella città di Ameyugo si trova la grotta di Vallojera dove sono stati raccolti coltelli di selce, punteruoli e persino un pettine d'osso. Dell'età del bronzo non è stata scoperta quasi nessuna manifestazione in zona, ad eccezione delle ceramiche di Pancorbo.  Con la romanizzazione della zona, fu costruita la strada romana Ab Asturica Burdigalam (Astorga-Bordeaux), o Iter XXXIV, che attraversava l'Ebro vicino al nucleo di Deóbriga, poiché a quel tempo il fiume doveva avere zone paludose. C'erano anche altre strade di minore importanza che collegavano Deóbriga con Puentelarrá e Armiñón.
Tra il III e il IV secolo ci fu una significativa attività economica nelle campagne, che portò all’immigrazione dalle città ai villaggi agricoli.
Nel 711 ci fu l'invasione musulmana della Spagna. Musa ibn Nusair effettuò l'invasione dalla valle dell'Ebro verso ovest, quindi Miranda fu invasa intorno all'anno 714. In questo stesso anno avvenne l'assimilazione-conversione del magnate Cassio e della sua famiglia, che diede origine alla potente famiglia Banu Qasi.
La Cronaca di Albelda menziona la famosa spedizione compiuta da Alfonso I, re delle Asturie, lungo le rive dell'Ebro nell'anno 757. In questo racconto vengono menzionate le città distrutte: Miranda (oggi Miranda de Ebro), Revendeca, Carbonaria, Abeica (Ábalos, da dove attraversò l'Ebro), Brunes (potrebbe essere Briones ma non è del tutto certo), Cinissariam (attuale Cenicero) e Alesanco.

## Lingua
Attualmente si parla lo Spagnolo e in misura minore il Basco.
Durante l’Alto Medioevo troviamo un'apparizione di toponimi in basco sia nella regione della Valle dell'Ebro che nella Rioja Alta, fenomeno che viene anche spiegato con la teoria della Vasconizzazione tardiva, degli esempi sono alcuni quartieri di Miranda come Suzana, Bayas (Ibaia), Anduva o Bardauri, o diverse località minori della Contea di Treviño.
Con il passaggio della zona sotto il controllo della Corona di Castiglia la presenza della lingua basca scomparve, e già nel XVII e XIX secolo gli abitanti della zona parlavano solamente in castigliano.
Nella seconda metà del S.XX con lo Stato delle autonomie, l'ufficialità del basco viene riconosciuta in Álava, con un processo di reintroduzione della lingua nella provincia. Tale processo ha avuto un effetto anche sulla Comarca dell'Ebro con molta meno intensità ad eccezione dell’enclave di Treviño, dove anche la conoscenza del basco si è moltiplicata negli ultimi decenni, diventando de facto ufficiale a livello comunale in questa enclave. Si stima che nel 2012 gli abitanti bilingui abbiano raggiunto il 22% e i bilingui passivi il 17% della popolazione. Nella Scuola Ufficiale di Lingue della capitale regionale, Miranda de Ebro, si insegna il basco.
La lingua castigliano o spagnola ha la sua origine nella zona di Le Merindades, La Rioja e Álava, con influenze del vascuence. Questa influenza è stata studiata dalla Fondazione Francisco Cantera Burgos e l’instituto Castellano y Leonés de la Lengua.